# Mencia de Mendozalyceum
Het Mencia de Mendozalyceum is een school te Breda, aan de zuidrand van de stad, op de grens van de wijken Boeimeer en Ruitersbos. De school is vernoemd naar Mencía de Mendoza y Fonseca, gravin Mencía de Mendoza, echtgenote van graaf Hendrik III van Nassau-Breda, die een belangrijke rol speelde in de Bredase geschiedenis. Het Mencia de Mendozalyceum wordt in de wandeling simpelweg 'het Mencia' genoemd en zijn leerlingen Mencianen. Eigenlijk is deze uitspraak onjuist want de Spaanse naamgeefster heette Mencía, met de klemtoon op de i.
Het Mencia de Mendozalyceum kent een havo- en een vwo-afdeling, atheneum en gymnasium. Op het Mencia de Mendozalyceum wordt tweetalig onderwijs aangeboden. De school heeft ook een Zundertse afdeling: het Mencia Sandrode. Beide vestigingen maken sinds 1995 deel uit van de door fusie ontstane Scholengemeenschap Breda, waarin het Mencia samen met de Sandrode Mavo in Zundert één school vormt. Hierdoor kon in Zundert naast een volledige mavo ook drie leerjaren havo- en vwo-onderwijs worden aangeboden.

## Geschiedenis van de school
Na de Tweede Wereldoorlog werd in Breda de behoefte aan een middelbare opleiding voor meisjes snel groter, wat in 1947 leidde tot de oprichting van een meisjesafdeling (MMS) bij de bestaande jongensschool Onze Lieve Vrouwelyceum, die daartoe met een extra tweede verdieping werd uitgebreid waarin alleen de meisjesafdeling ondergebracht was. Na enige tijd werd er een gymnasiumafdeling aan toegevoegd en werd de school zelfstandig onder de eerste rector drs. J.C.M. Houben. Toch bleven de meisjes lange tijd gehuisvest in het jongenslyceum. De meisjes gingen het gebouw via een aparte ingang binnen. Ook de pauzeplaats of cour was streng gescheiden in een jongens- en een meisjesgedeelte.

### Naam
Dat de meisjesschool na twaalf jaar naar Doña Mencía de Mendoza genoemd zou worden, is enigszins toevallig en hangt samen met de groei en de verkeerskundige ontwikkeling van Breda in de jaren vijftig. In Breda kwam een verbinding tot stand tussen de A27 (Utrecht-Breda) en de A16 (Rotterdam-Antwerpen). Deze verbinding (thans afslag 15 zowel van de A16 als van de A27 vormend) liep in eerste instantie voor een deel door Breda-Zuid (vlak ten noorden van het stadsdeel Ginneken) en verder als grens van de bebouwde kom vlak ten zuiden van het stadsdeel Princenhage richting Rijsbergseweg, de oude rijksweg. De nieuwe westelijke helft van deze verbindingsweg kreeg de naam Graaf Engelbertlaan, verwijzend naar Graaf Engelbrecht II van Nassau-Dillenburg, Heer van Breda (1451 - 1504). Een kleine nieuwe laan in de wijk Boeimeer die daarop uitkwam, werd genoemd naar diens echtgenote, Cimburga van Baden. Haaks op de nieuwe verbindingsweg werd door het Boeimeer een nieuwe zuidelijke uitvalsweg aangelegd. Deze werd vernoemd naar graaf Hendrik III van Nassau-Breda, neef en opvolger van Graaf Engelbert. Toen aan de overzijde van de nieuwe verbindingsweg het nieuwe schoolgebouw werd geprojecteerd, werd de naam daarvoor snel gevonden. De derde echtgenote van Graaf Hendrik, de markiezin Mencía de Mendoza, was immers niet alleen een aansprekende Spaanse schoonheid geweest, maar ook een zeer intellectuele en kunstlievende vrouw, die van het kasteel van Breda een hoogstaand cultureel centrum maakte.
Op deze wijze werd de infrastructurele uitleg van Breda op passende wijze met het grote verleden van de stad verbonden.

### Nieuwbouw
In 1959 betrok de school onder de naam Mencia de Mendozalyceum het nieuw gebouw aan de Mendelssohnlaan, een creatie van de Bredase architect Van Dael met een neo-klassieke allure, waarmee het een markant gebouw in Breda-Zuid is geworden. In 1968 vond de invoering van de ‘mammoetwet’ plaats, wat leidde tot omzetting van de M.M.S. in een havo en tegelijkertijd, daarmee samenhangend, toelating van jongens. Een paar jaar later werd de school uitgebreid met een atheneumafdeling naast de al bestaande gymnasiumafdeling. Sindsdien nam het aantal leerlingen gestaag toe.

## Sandrode
Sandrode is naar wordt aangenomen de oude naam voor Zundert. Het woorddeel -rode slaat op een ontgonnen plek, mogelijk bosgrond bewerkt om er bouwgrond van te maken. Gelet op het eerste woorddeel zou de betekenis ook verklaard worden als een 'hoger gelegen plek' te midden van laag gelegen terrein.
De Sandrode Mavo had al een oudere geschiedenis. In 1936 startte de Maria Ulo voor meisjes in Zundert onder leiding van de zusters uit Roosendaal. Deze school stamde indirect af van meisjespensionaat ‘Sint Anna’, dat in 1873 geopend was. In 1950 kwam er een Paulus Ulo voor jongens bij. In die tijd was alles streng gescheiden en van enig overleg tussen beide Zundertse Ulo’s was geen sprake. Rond 1980 dwingt de terugloop van het geboortecijfer tot een samengaan van beide scholen. Door fusie ontstaat dan in 1984 de Sandrode Mavo.
In 1994 ontstond de behoefte in Breda en omstreken te komen tot grotere samenwerking, waardoor het voortgezet onderwijs in Zundert nieuwe kansen kreeg. Qua ligging lag een samenwerking met de school in Breda-Zuid voor de hand: er lagen geen andere middelbare scholen tussenin. Door samenwerking binnen de nieuwe scholengemeenschap kon in Zundert een breder aanbod gerealiseerd worden.

## Bekende oud-leerlingen
- Cécile Koekkoek, journalist
- Sjoerd Potters, VVD-politicus
- Vera Siemons, radio-dj en podcastmaker

## Varia
Wie wil weten welke, soms verrassende, voornamen er zo al voorkomen onder de huidige (kalenderjaar 2011) leerlingen van het MdM-lyceum kan te rade gaan bij een desbetreffend onderzoeksverslagje. Een leerlinge heeft ze allemaal geïnventariseerd.